# Thierry Amiot
Pour les articles homonymes, voir Amiot.
 (juin 2021).
Thierry Amiot, né en 1963,  est un trompettiste, arrangeur français et professeur de musique classique et jazz au Conservatoire à rayonnement régional de Lyon puis au conservatoire à rayonnement régional de Marseille.

## Biographie
Thierry Amiot commence la trompette à l'âge de cinq ans. Il obtient très jeune, le premier prix du Conservatoire national supérieur de musique et de danse de Paris et il est lauréat de  nombreux concours internationaux. Afin de se perfectionner, notamment dans le domaine du jazz, il part aux États-Unis. 
Il est soliste de l’Opéra de Lyon et se produit à travers le monde entier dans de nombreux groupes de jazz. Il est également membre de l'ensemble de cuivres Hexagone avec, entre autres, Pierre Dutot. Il est régulièrement invité en tant que soliste ou en tant que pédagogue dans des concerts en France mais il donne également des classes de maître et des concerts aux quatre coins du monde (États-Unis, Canada, Russie, Chine, Japon, Brésil…). Il fait partie des musiciens faisant référence à la fois dans le domaine du jazz et de la musique classique. Il figure parmi les artistes jouant la  marque Antoine Courtois.
Il est professeur au Conservatoire à rayonnement régional de Lyon puis au Conservatoire à rayonnement régional de Nice. Il enseigne ensuite au conservatoire à rayonnement régional de Marseille et assure la direction du Phocean Jazz Orchestra.

## Publication
- Initiation à l'improvisation, Paris (International music diffusion, Arpèges, 2003) (BNF 39689727)

## Discographie
Il participe avec l'ensemble Hexagone aux disques Festif - Cd et Festif 2 - Cd.
- Didier Rimaud, Marcel Godard et Joseph Reveyron, Vêpres de l'immaculée ; Jean Le Baptiste (cantate) – Marcel Godard, orgue ; Les Petits chanteurs de Lyon, dir. Jean-François Duchamp (16 juin 1985, Studio SM 3013995) (BNF 38117587)
- Fusion Classique Jazz vol. 1 : Thierry Amiot (1re Suite pour Saxophones et Trompettes) ; Pierre-Gérard Verny (Suite Algébrique) (1987, LP Tapg Records C. 70-87)[6]
- Libertango, arrangement de la composition d'Astor Piazzolla.